# Emílio Fernandes de Sousa Docca
Emílio Fernandes de Sousa Docca (São Borja, 16 de julho de 1884 — Rio de Janeiro, 21 de maio de 1945) foi um escritor, historiador e militar brasileiro.
Filho de José Fernandes de Sousa Docca e de Maria José da Rosa, ingressou no exército em 1899, em sua cidade natal. Galgou todos os postos da arma de Intendência, até chegar a general, em 13 de junho de 1941. Fez o curso de Administração Militar de 1917 a 1921 e a Escola Superior de Intendência no Rio de Janeiro, em 1921.
Como historiador, pertenceu ao Instituto Histórico e Geográfico do Rio Grande do Sul, do qual foi um dos fundadores, e ao Instituto Histórico e Geográfico do Brasil e à Academia Riograndense de Letras.